# Geodena disticta
Geodena disticta là một loài bướm đêm trong họ Geometridae.